# 3-etiloctano
El 3-etiloctano es un alcano de cadena ramificada con fórmula molecular C10H22.